# Tipo 72Z
El Tipo 72Z/Safir es un carro de combate, derivado del T-55, y de la copia china de éste, el Tipo 59; construido en Irán por la compañía Defence Industries Organisation (D.I.O), responsable de la industria de defensa local.

## Descripción
Como una actualización necesaria de los T-55 soviéticos y Tipo 59 chinos ya desfasados, se crea un sistema de actualización que lo reestructura a niveles profundos, cambiando su arma principal por el cañón de calibre 100 a uno de calibre 105 mm, presente en los M60 Patton.
La motorización original fue reemplazada con una copia bajo licencia del motor V46-6M, de origen ruso, y los sistemas electrónicos fueron provistos por la firma eslovena Fotona A.S., como parte de otro kit de actualización vendido, se trata del sistema EFCS-3; que lo dota de capacidades de combate diurno/nocturno, aparte cuenta con una capacidad de aumentos de hasta x10; lo que le otorga una capacidad de alcance efectivo en tiro de hasta 2,5 km.
Sus subsistemas de extinción de incendios y otros son derivados de los usados en el carros británicos Chieftain en servicio con Irán, que le brindan mayor capacidad de supervivencia ante un posible impacto. 

## Variantes
- T-72Z Safir

Primera variante de actualización, monta autocargador, y sistemas electrónicos, se cree que al menos hay 350 unidades de esta versión.
- T-74Z Safir II

Variante con blindaje reactivo, similar al instalado a las versiones del T-80BV, en bloques y posiblemente cuente con una versión del sistema de protección ARENA ruso, se desconoce su número exacto en servicio.